# Gheorghe Zărnescu
Gheorghe Zărnescu (n. 29 noiembrie 1926 - d. 2009) a fost un general român, care a îndeplinit funcția de comandant al Aviației Militare Române (1977-1986).

## Biografie
A absolvit cursurile Școlii Militare de Maiștri și Subofițeri a Forțelor Aeriene de la Mediaș (județul Sibiu). A fost înaintat la gradul de general-maior (cu o stea) la 27 decembrie 1972. După 1970, grație eforturilor generalilor Aurel Niculescu și Gheorghe Zărnescu, care au condus în acele vremuri Aviația Militară, s-au pus bazele Muzeului Aviației, la Boboc și Mediaș.
Generalul Zărnescu a fost numit în anul 1977 în funcția de comandant al Aviației Militare Române. A fost înaintat la gradul de general-locotenent (cu 2 stele) în 21 august 1979, iar câteva luni mai târziu, la Congresul al XII-lea al PCR din noiembrie 1979, a fost ales ca membru al Comitetului Central al PCR. A fost înaintat la gradul de general-colonel (cu 3 stele) în 23 august 1984. A fost eliberat de la comanda Aviației Militare Române în anul 1986, fiind înlocuit cu generalul Iosif Rus. 
La data de 24 februarie 1990, generalul-colonel Gheorghe Zărnescu a fost trecut în rezervă prin aplicarea art. 43 lit. a) din Statutul corpului ofițerilor.

## Lucrări publicate
- Istoria aviației române (Ed. Științifică și Enciclopedică, București, 1984) - coautor

## Aprecieri
„Scurta retrospectivă sub semnul istoriei, ne arată faptul că dumneavoastră ați condus destinele Forțelor Aeriene Române în cea mai glorioasă perioadă a lor. Se înființau unități, românii doreau să devină aviatori, exercițiile complexe nu lipseau, flota militară de transport era apreciabilă .”—General-locotenent (cu 3 stele) Gheorghe Catrina, șeful Statului Major al Forțelor Aeriene Române, omagiindu-l pe generalul Zărnescu la împlinirea de către acesta a 80 de ani de viață